# Капаней

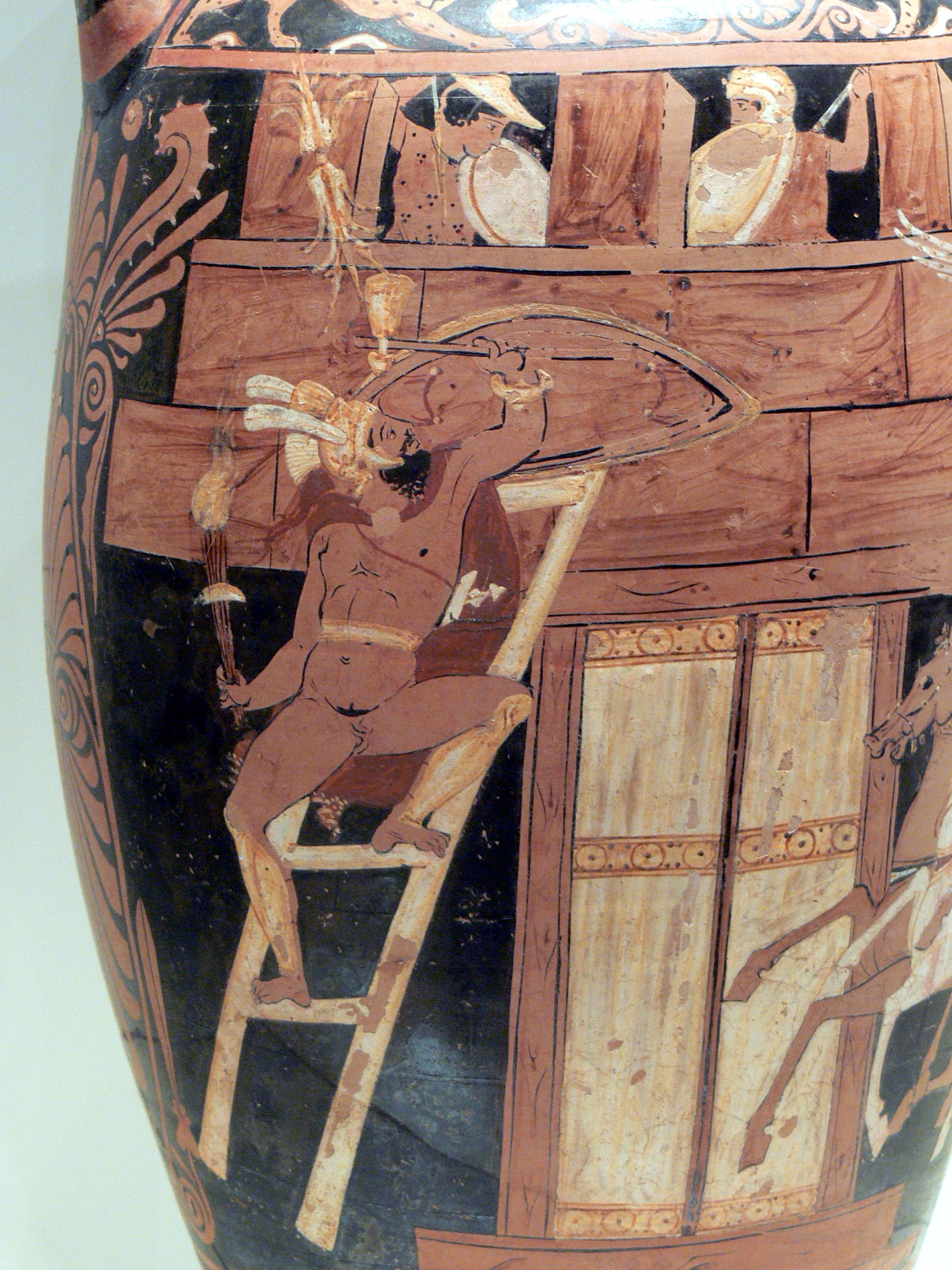
Амфора «Семеро проти Фів», сходами піднімається Капаней, Кайванский вазописець

Капаней (грец. Καπανέας) — аргоський володар, син Гіппоноя, один із семи героїв, що разом з Полініком брали участь у поході проти Фів.
Міф розповідає, що перед штурмом міста Капаней похвалився, що його не зупинить навіть сам Зевс. За пиху Зевс уразив Капанея блискавкою, коли він виліз на міський мур. Його дружина Евадна кинулась на поховальне вогнище чоловіка. Капаней — один із перших античних богоборців.